# Bataille de Neville's Cross
Batailles
La bataille de Neville's Cross (ou parfois Nevill's Cross) a eu lieu à Neville's Cross près de Durham en Angleterre entre les Écossais et les Anglais le 17 octobre 1346.

## Contexte
À la mi-1346, il était évident que les Anglais d'Édouard III avaient l'intention de rompre la trêve de Malestroit et de reprendre (ce qui serait connu plus tard comme) la guerre de Cent Ans avec la France. Du fait de l'Auld Alliance — ou « Vieille Alliance » — franco-écossaise, le roi de France Philippe VI craignant une invasion anglaise du Nord de la France (région qui n'était pas encore défendue), il envoya de nombreux appels à David II. Bien que les demandes de Philippe VI soient devenues particulièrement désespérées en juin 1346 (tandis que les Anglais amassaient des troupes dans le Sud de l'Angleterre), le gros des manœuvres écossaises contre l'Angleterre ne débuta pas immédiatement — en fait, les Écossais n'envahirent le Nord de l'Angleterre qu'en octobre 1346.
Le 7 octobre, les Écossais entrèrent en Angleterre avec environ 12 000 hommes, espérant trouver le Nord de l'Angleterre peu défendu du fait que le gros des effectifs se trouvait avec Édouard III en France. Philippe VI prétendit même que la région était vide de toute défense. Hélas la stratégie et la tactique de David II ne permirent pas de profiter de l'effet de surprise. Il ne semble pas que les Écossais aient vu l'intérêt d'une action rapide. Après avoir pris Liddell (et contournant Carlisle et avoir été payés pour leur protection), les Écossais se déplacèrent vers leur but, Durham et le Yorkshire, après plus d'une semaine de marche. En route, ils mirent à sac le prieuré de Hexham et brûlèrent le territoire le long de leur progression. Ils arrivèrent à Durham le 16 octobre et campèrent à Beaurepaire, où les Écossais se virent offrir 1 000 £ pour leur protection qui devaient être versées le 18 octobre.
Néanmoins, à l'insu des Écossais, les Anglais avaient préparé des troupes en cas d'invasion. Une fois que les Écossais furent entrés en Angleterre, une armée fut rapidement rassemblée à Richmond sous les ordres de William Zouche, archevêque de York. Ce n'était toutefois pas une grande armée, et les hommes disponibles étaient répartis en deux groupes :
- le premier, formé de 3 000  à   4 000 hommes du Cumberland, Northumberland et Lancashire,
- le second, de 3 000 hommes du Yorkshire, était en route.

Du fait des exigences du siège de Calais, aucun autre soldat ne pouvait être mobilisé pour la défense du Nord de l'Angleterre. Le pire est que tandis que les Écossais saccageaient Hexham, l'archevêque décida de ne pas attendre les troupes du Yorkshire, et de faire mouvement vers le château Barnard.

## Bataille
Les Écossais ne découvrirent la présence des Anglais que le matin du 17 octobre. Les troupes sous le commandement de William Douglas butèrent sur eux dans la brume matinale lors d'une incursion vers le sud de Durham. Les deux divisions d'arrière-garde de l'armée anglaise repoussèrent les Écossais avec de lourdes pertes écossaises.
Sur le rapport de Douglas, David II mena l'armée écossaise sur la hauteur de Neville's Cross (emplacement d'une vieille croix de pierre anglo-saxonne), d'où il prépara son armée pour la bataille. Les Écossais comme les Anglais s'organisèrent en trois bataillons. Bien que la position des Écossais fut stratégiquement peu favorable (plusieurs obstacles les séparant des Anglais), ils se rappelaient parfaitement leurs défaites aux batailles de Dupplin Moor et d'Halidon Hill et adoptèrent donc une position défensive pour attendre l'attaque anglaise. Cependant, les Anglais prirent eux aussi une position défensive sachant que la leur était plus favorable et que l'attente jouait en leur faveur. L'impasse dura jusqu'à l'après-midi quand les Anglais envoyèrent leurs archers en avant pour harceler les lignes écossaises. Les archers réussirent dans leur entreprise et les Écossais furent contraints de réagir, ce qui mit en évidence les inconvénients de leur mauvaise position stratégique : quand ils commencèrent à progresser et que leurs rangs se disloquaient tandis qu'ils avançaient, les Anglais purent profiter de leur avantage. Quand l'issue du combat sembla clairement en faveur des Anglais, Robert Stewart et le comte de March s'enfuirent, laissant le bataillon de David II seul face à l'ennemi. Tard dans l'après-midi, le bataillon du roi entreprit de faire retraite. Mais ce fut un échec et David fut capturé (avec difficulté) avec le comte de Fife, le comte de Sutherland et le comte de Menteith. Pendant ce temps le reste de l'armée écossaise était poursuivi sur une trentaine de kilomètres et  John Randolph, 3e comte de Moray, était tué avec Maurice de Moray, comte de Strathearn.
Contrairement à la légende populaire, Édouard III ordonna l'emprisonnement des prisonniers de haut rang y compris David II, la demande de rançon étant interdite sans l'accord exprès du Conseil. Cet ordre impopulaire fut d'une manière ou d'une autre ignoré, et David II fut conduit à la tour de Londres en janvier 1347, où il passa plus de 10 ans avant d'être libéré contre une rançon de 100 000 marks. Le soldat qui avait réussi à capturer David II reçut le titre de banneret et 500 £ par an.

### Sources
- (en) Jonathan Sumption, The Hundred Years War, Philadelphie, University of Pennsylvania Press, 1991, 672 p. (ISBN 978-0-8122-1655-4, lire en ligne).
- (en) Bernard Cornwell, Vagabond, New York, HarperCollinsPublishers, coll. « Harper Torch Fiction », 2002, 460 p. (ISBN 978-0-06-053268-0) (contient un récit romancé de la bataille).